# 와간 랜드
와간 랜드 (ワギャンランド, Wagyan Rando)는 남코가 출판한 비디오 게임 시리즈이다.

## 문자
| 이름      | 종   | 첫 번째 모양      | 성별 |
| --------- | ---- | ----------------- | ---- |
| 와간      | 로봇 | 와간              | 남자 |
| 와간부인  | 로봇 | 슈퍼 와간 랜드    | 여성 |
| 와간 2    | 로봇 | 와간 랜드 2       | 남자 |
| 와간의형  | 로봇 | 와간 랜드         | 남자 |
| 닥터 악마 | 인간 | 와간 랜드         | 남자 |
| 타쿠토    | 로봇 | 와간 갼파라다이스 | 남자 |
| 카린      | 로봇 | 와간 갼파라다이스 | 여성 |
| 라티      | 새   | 와간 갼파라다이스 | 남자 |

## 게임
| 제목             | 공개 | 플랫폼        | 개발자    |
| ---------------- | ---- | ------------- | --------- |
| 와간             | 1987 | 아케이드      | 남코      |
| 와간 랜드        | 1989 | 패밀리 컴퓨터 | 나우 생산 |
| 와간 랜드 2      | 1990 | 패밀리 컴퓨터 | 나우 생산 |
| 와간 랜드        | 1991 | 게임 기어     | 남코      |
| 슈퍼 와간 랜드   | 1991 | 슈퍼 패미컴   | 노바      |
| 와간 랜드 3      | 1992 | 패밀리 컴퓨터 | 나우 생산 |
| 슈퍼 와간 랜드 2 | 1993 | 슈퍼 패미컴   | 노바      |
| 와간 파라다이스  | 1994 | 슈퍼 패미컴   | 남코      |